# Peter Gruss

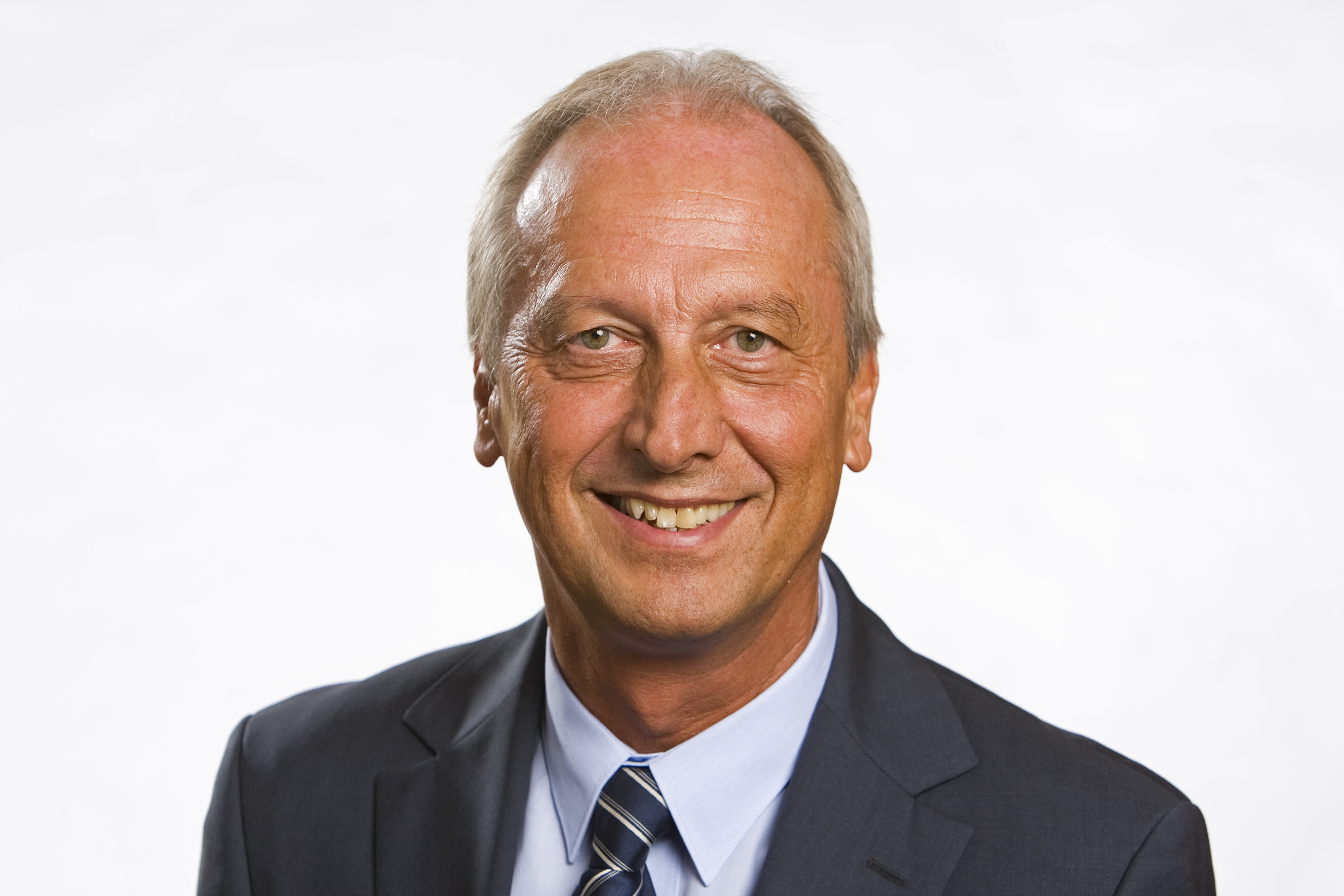
Peter Gruss im Jahr 2011

Peter Gruss (* 28. Juni 1949 in Alsfeld) ist ein deutscher Zellbiologe. Er war von 2002 bis 2014 Präsident der Max-Planck-Gesellschaft. Seit 1. Januar 2017 ist er Präsident des Okinawa Institute of Science and Technology (OIST Graduate University) in Okinawa, Japan.

## Leben und Wirken
Gruss wuchs in Alsfeld auf. Er absolvierte sein Abitur 1968 an der Schwalmschule Treysa/Hessen (jetzt Schwalmstadt) im Mathematisch-Naturwissenschaftlichen Zweig. Danach studierte er Biologie an der TH Darmstadt.
Nach dem Diplom, das er 1973 ablegte, forschte Gruss von 1974 bis 1977 am Institut für Virusforschung des Deutschen Krebsforschungszentrums in Heidelberg für seine Promotion über ein Tumorvirus. 1977 folgte die Promotion an der Universität Heidelberg. Anschließend war er zunächst weiter als Assistent am Institut für Virusforschung beim Deutschen Krebsforschungszentrum in Heidelberg tätig, von 1978 bis 1982 arbeitete er als Postdoktorand an den National Institutes of Health in Bethesda, Maryland, (USA) über die Transkription von Tumorviren.
1982 kam er wieder zurück nach Heidelberg, wurde dort Professor am Institut für Mikrobiologie (bis 1986) und führte Englisch als Seminarsprache ein. Ab 1983 gehörte er dem Direktorium des Zentrums für Molekulare Biologie Heidelberg (ZMBH) an. Während dieser Zeit organisierte er mehrere internationale Fachtagungen. Seit 1986 ist er Wissenschaftliches Mitglied der Max-Planck-Gesellschaft; von 1986 bis zu seiner Emeritierung 2014 war er Direktor der Abteilung „Molekulare Zellbiologie“ am Max-Planck-Institut für biophysikalische Chemie. Seit 1990 ist er auch Honorarprofessor der Universität Göttingen.
Gruss legte seinen Schwerpunkt auf die Prozesse der Genregulation. Sein besonderes Interesse galt den genetischen und zellbiologischen Bausteinen zum An- und Abschalten genetischer Programme bei Tumorviren und während der embryonalen Entwicklung. 1981 gehörte er zu den Erstentdeckern von Enhancern (beim SV40). In Experimenten mit Mäusen gelang es ihm, wichtige kontrollierende Gene (sogenannte Pax-Gene) zu identifizieren, die die Entwicklung verschiedener Organe steuern. In einer Studie zur Bauchspeicheldrüse machte er Gene aus, die zur Entstehung der Insulin produzierenden Langerhansschen Zellen beitragen. Auf dieser Grundlage gelang es auch, Stammzellen in Insulin produzierende Zellen zu differenzieren.
Am 14. Juni 2002 wurde er Präsident der Max-Planck-Gesellschaft. Er war am 23. November 2001 vom Senat der Max-Planck-Gesellschaft für zunächst eine Amtsperiode von 2002 bis 2008 gewählt und am 28. Juni 2007 für eine zweite Amtsperiode bis Juni 2014 bestätigt worden. Gruss war zwischen 2008 und 2014 Mitglied des Aufsichtsrates der Siemens AG.
Seit Anfang 2015 baut Gruss bei Siemens den neuen „Siemens Technology & Innovation Council“ (STIC) auf, einen Beirat, der sich mit Technologien und Innovationen befassen soll, die im Zeithorizont von über zehn Jahren für Siemens wichtig werden. Gruss bestimmt die Ausrichtung des Gremiums und ist auch dessen Leiter. Gruss war außerdem von 2011 bis 2017 Mitglied im Aufsichtsrat der Schweizer Biotech-Firma Actelion.
Gruss ist verheiratet und hat zwei Kinder.

## Firmengründung
Gruss setzte sich auch für die Anwendung seiner Erkenntnisse ein: 1997 gründete er gemeinsam mit Herbert Jäckle, Wolfgang Driever und Herbert Stadler die Firma DeveloGen AG in Göttingen, die seit 2010 Teil der Firma Evotec ist. Das Unternehmen widmete sich der Entwicklung neuer Behandlungsmethoden von Stoffwechsel- und endokrinologischen Erkrankungen mit einem Schwerpunkt auf Diabetes.

## Wirken als Präsident der Max-Planck-Gesellschaft
Gruss galt bei Amtsantritt in der Presse als „Macher amerikanischen Stils“, der Spiegel nannte ihn einen „bescheiden auftretenden Überflieger“.
In der Antrittsrede von Gruss standen die finanziellen Spielräume der Forschung im Vordergrund: er forderte die Einführung eines forschungsspezifischen Tarifrechts, um die weltweit besten Wissenschaftler gewinnen zu können. Weiterhin sprach sich Gruss für verlässliche finanzielle Rahmenbedingungen aus: „Nur angemessene, über einen längeren Zeitraum festgeschriebene Steigerungsraten für den Haushalt der MPG können Planungssicherheit gewährleisten.“ Nachdem die Steigerungen des Haushalts der MPG in den Jahren zuvor niedriger ausgefallen seien als beantragt, drohten Einschnitte in den Institutshaushalten.
Gruss wies mehrfach darauf hin, dass die Berufung von Direktoren der Max-Planck-Gesellschaft in Konkurrenz zu den weltweit führenden Forschungseinrichtungen geschehe:

„Wir bei Max-Planck konkurrieren aber nicht mit dem Durchschnitt, sondern mit den Harvards, den Cambridges und ETH Zürichs dieser Welt“

Deutschland sei im internationalen Vergleich bei den Gehältern nicht konkurrenzfähig; die Max-Planck-Gesellschaft sei jedoch aufgrund der Unterstützung durch die Max-Planck-Förderstiftung und durch ihre weltweit bekannte Planungssicherheit in der Lage, diesen Nachteil weitgehend zu kompensieren.
Ein erster Schritt in der Verbesserung der finanziellen Konditionen für Topwissenschaftler aus dem Ausland sei die Wissenschaftsfreiheitsinitiative, die seit 2009 den außeruniversitären Forschungseinrichtungen neue finanzielle Freiheiten bietet.
In der Amtszeit von Gruss wurden mehrere Institute um- oder neugegründet: Das MPI zur Erforschung von Gemeinschaftsgütern und das MPI für Ornithologie wurde von einer Forschungsgruppe zum Institut erhoben, das MPI für Geschichte wurde zum MPI für multireligiöse und multiethnische Systeme umgegründet, das MPI für die Biologie des Alterns und das MPI für die Physik des Lichts wurden neu gegründet. Mit dem Max Planck Florida Institute for Neuroscience wurde das erste Institut der Max-Planck-Gesellschaft außerhalb Europas gegründet; es wird durch den Staat Florida und das örtliche County finanziert. Weiterhin wurde das MPI für Metallforschung in das MPI für Intelligente Systeme überführt und ein Institutsteil am Standort Tübingen neu gegründet.
Als neue Tochterfirma der Max-Planck-Gesellschaft wurde 2008 das Lead Discovery Center in Dortmund gegründet, das einen verbesserten Technologietransfer von neu entwickelten pharmazeutischen Wirkstoffen leisten soll.
Erfolgreich ist insbesondere die internationale Vernetzung: Nachdem als „Vorbild“ die Gründung des Instituts in Florida bekanntgegeben wurde, erreichten die MPG nach einem Bericht des Spiegel Anfragen aus Kanada und Südkorea zur Gründung von Instituten. 25 Prozent der Direktoren in der Max-Planck-Gesellschaft haben einen ausländischen Pass.
In einem Interview erläuterte Gruss eine neue Strategie zur Gründung von sogenannten „Max-Planck-Centern“ zur Kooperation mit ausländischen Forschungseinrichtungen, die es unter anderem schon in Shanghai, Buenos Aires und Neu-Delhi gibt.
Im Januar 2013 versuchte Gruss als Präsident der MPG, Einfluss auf ein an der Universität Düsseldorf durchgeführtes Verfahren zur Aberkennung des Doktorgrades von Annette Schavan zugunsten der damaligen Wissenschaftsministerin zu nehmen.

## Reports der Max-Planck-Gesellschaft
Zwischen 2007 und 2011 war Gruss Herausgeber einer Sachbuchreihe, die als „Reports der Max-Planck-Gesellschaft“ erscheinen:
- Die Zukunft des Alterns: die Antwort der Wissenschaft (ein Report der Max-Planck-Gesellschaft) Beck, München 2007, ISBN 978-3-406-55746-0.
- mit Ferdi Schüth (Hrsg.): Die Zukunft der Energie: die Antwort der Wissenschaft (ein Report der Max-Planck-Gesellschaft). Beck, München 2008, ISBN 978-3-406-57639-3.
- mit Tobias Bonhoeffer (Hrsg.): Zukunft Gehirn: neue Erkenntnisse, neue Herausforderungen (ein Report der Max-Planck-Gesellschaft). Beck, München 2011, ISBN 978-3-406-61642-6.

## Mitgliedschaften in Akademien
Seit 2003 ist Gruss Mitglied der American Academy of Arts and Sciences, seit 2004 ist er ordentliches Mitglied der Bayerischen Akademie der Wissenschaften. Ferner ist er Mitglied der Akademie der Wissenschaften zu Göttingen (seit 1996) und der Akademie deutscher Naturforscher Leopoldina (seit 1995). Weiterhin ist er seit 1989 Mitglied der Academia Europaea.

## Ämter in wissenschaftlichen Gremien (Auswahl)
- 1993–1997: Präsident der International Society of Developmental Biology
- 2000–2002: Präsident des EMBL-Councils (1992–2000 Delegierter Deutschlands)
- 2003: Lenkungsgremium Nationales Genomforschungsnetz des BMBF
- 2006–2008: Mitglied des Rats für Innovation und Wachstum der Bundesregierung

## Preise und Auszeichnungen
Das US-amerikanische Institute of Scientific Information (ISI) führte ihn zeitweise in seiner Datenbank der Highly Cited Researcher im Gebiet „Molecular Biology and Genetics“. Die Datenbank nimmt aus jedem Fachgebiet lediglich die rund 250 meistzitierten Wissenschaftler der Welt auf.
- 2017: Harnack-Medaille der Max-Planck-Gesellschaft[19]
- 2012: Bayerischer Maximiliansorden für Wissenschaft und Kunst[20]
- 2009: Verdienstkreuz 1. Klasse der Bundesrepublik Deutschland
- 2007: Medaille für internationale Zusammenarbeit in Wissenschaft und Technologie der Volksrepublik China[21]
- 2004: Niedersächsischer Staatspreis
- 1999: Deutscher Zukunftspreis gemeinsam mit Herbert Jäckle[22]
- 1999: Wissenschaftspreis: Forschung zwischen Grundlagen und Anwendungen mit Jäckle
- 1995: Louis-Jeantet-Preis für Medizin, Genf
- 1994: Leibniz-Preis

## Veröffentlichungen (Auswahl)
- Biotechnologie als Zukunftsfaktor. In: F.-W. Steinmeier, M. Machnig (Hrsg.): Made in Germany '21 – Innovationen für eine gerechte Zukunft. Hoffmann und Campe, Hamburg 2004, ISBN 3-455-10417-7, S. 199–210.
- Open access to science and culture. In: Science. Band 303, Nr. 5656, 2004, S. 311–312.
- Human ES cells in Europe. In: Science. Band 301, 2003, S. 1017.
- T. Marquardt, R. Ashery-Padan, N. Andrejewski, R. Scardigli, F. Guillemot, P. Gruss: Pax6 is required for the Multi-Potent State of Retinal Progenitor Cells. In: Cell. Band 105, Nr. 1, 2001, S. 43–55.
- F. Cecconi, G. Alvarez-Bolado, B. I. Meyer, K. A. Roth, P. Gruss: Apaf1 (CED-4 homolog) regulates programmed cell death in mammalian development. In: Cell. Band 94, Nr. 6, 1998, S. 727–737.
- L. St-Onge, B. Sosa-Pineda, K. Chowdhury, A. Mansouri, P. Gruss: Pax6 is required for differentiation of glucagon-producing a-cells in mouse pancreas. In: Nature. Band 387, Nr. 6631, 1997, S. 406–409.
- B. Sosa-Pineda, K. Chowdhury, M. Torres, G. Oliver, P. Gruss: The Pax4 gene is essential for differentiation of insulin-producing b cells in the mammalian pancreas. In: Nature. Band 386, Nr. 6623, 1997, S. 399–402.
- C. Walther, P. Gruss: Pax-6, a murine paired box gene, is expressed in the developing CNS. In: Development. Band 113, Nr. 4, 1991, S. 1435–1449.
- M. Kessel, P. Gruss: Homeotic transformations of murine vertebrae and concommitant alteration of Hox codes induced by retinoic acid. In: Cell. Band 67, Nr. 1, 1991, S. 89–104.
- H. R. Schöler, T. Ciesiolka, P. Gruss: A nexus between Oct-4 and E1A: implications for gene regulation in embryonic stem cells. In: Cell. Band 66, Nr. 2, 1991, S. 291–304.

## Belege
1. ↑  Peter Gruss wird neuer Präsident der OIST Graduate University in Japan. Auf: mpg.de vom 15. Dezember 2016.
Dr. Peter Gruss Appointed Next President of OIST Graduate University. Auf: oist.jp vom 15. Dezember 2016.
2. ↑  siehe Globale Siemens-Webseite, Aufsichtsrat. Stand: 15. November 2014 (Memento vom 10. November 2014 im Internet Archive).
3. ↑  Aufsichtsrat wird umgebaut: Siemens-Chef Kaeser darf sich über Millionen-Gehaltsplus freuen. Auf: focus.de vom 3. Dezember 2014. Nach Medienberichten wird der Aufsichtsrat umgebaut, Peter Gruss scheidet aus. Das genaue Datum ist in der Meldung nicht genannt.
4. ↑  Peter Gruss sucht für Siemens nach Trends. Auf: produktion.de vom 19. Januar 2015.
5. ↑  DeveloGen: History (Memento vom 9. Februar 2005 im Internet Archive).

develogen/history.
6. ↑  Eckart Henning, Marion Kazemi: Chronik der Kaiser-Wilhelm-/Max-Planck-Gesellschaft zur Förderung der Wissenschaften 1911–2011 – Daten und Quellen, Duncker und Humblot, Berlin 2011, Seite 32
7. ↑  Jörg Blech, Olaf Stampf: Im Würgegriff der Bürokratie. In: Der Spiegel. Nr. 24, 2002 (online).
8. ↑  Forschung: Der neue Präsident der Max-Planck-Gesellschaft. (Memento vom 17. Juni 2012 im Internet Archive). Im Original publiziert auf faz.net vom 14. Juni 2002.
9. ↑  Neuer MPG-Präsident warnt vor Kürzungen. In: Physik Journal. Band 1, 2002, Nr. 7/8, Seite 10.
10. 1 2 3  Denken braucht Freiheit. Peter Gruss sucht als Präsident der Max-Planck-Gesellschaft weltweit nach den klügsten Köpfen. (Memento vom 28. November 2016 im Internet Archive). Im Original publiziert auf zeit.de vom 25. September 2008.
11. ↑  Deutschland soll erfinden, nicht imitieren. Auf: tagesspiegel.de vom 16. Juni 2009.
12. ↑  Eckart Henning, Marion Kazemi: Chronik der Kaiser-Wilhelm-/Max-Planck-Gesellschaft zur Förderung der Wissenschaften 1911–2011 – Daten und Quellen, Duncker und Humblot, Berlin 2011, Seite 33.
13. ↑  Neuer Forschungsschwerpunkt „Intelligente Systeme“. Max-Planck-Gesellschaft etabliert hoch innovativen Forschungsbereich in Baden-Württemberg. Auf: mpg.de vom 15. Februar 2011.
14. ↑  Das Lead Discovery Center (LDC) überführt erstklassige Wissenschaft in die Entwicklung innovativer Medikamente. Auf: lead-discovery.de, zuletzt abgerufen am 5. Mai 2022.
15. ↑  Elite expandiert ins Ausland. In: Der Spiegel. Nr. 28, 2008 (online).
16. ↑  Hans-Christoph Keller: Spitzenforschung in Deutschland: „Wer stehen bleibt, fällt zurück“. In: Spiegel Online. 14. Oktober 2010, abgerufen am 5. Mai 2022.
17. ↑  Entzogener Doktortitel: Schavans Jubelprofessoren. Auf: tagesspiegel.de vom 25. Juli 2014.
 Plagiatsfall Annette Schavan: „Massive Interventionen“ für eine „schlechte Verliererin“. Auf: sueddeutsche.de vom 25. Juli 2014.
18. ↑  Datenbank Highly Cited Researcher.
19. ↑  Peter Gruss mit Harnack-Medaille ausgezeichnet. Auf: mpg.de vom 23. Juni 2017.
20. ↑  Seehofer zeichnet zehn verdiente Persönlichkeiten mit dem Bayerischen Maximiliansorden für Wissenschaft und Kunst aus. (Memento vom 9. Dezember 2015 im Internet Archive) Im Original publiziert auf bayern.de vom 23. November 2012.
21. ↑  Hohe chinesische Auszeichnung für Ernst-Ludwig Winnacker. Auf: idw-online.de vom  19. Januar 2010.
22. ↑  Molekularbiologische Verfahren für innovative Therapien: Entwicklungsbiologie als Basis innovativer Therapien zur Behandlung von Krankheiten (Memento vom 7. Oktober 2013 im Internet Archive). Im Original publiziert auf deutscher-zukunftspreis.de, Stand: 1999.

| Personendaten    | Personendaten         |
| ---------------- | --------------------- |
| NAME             | Gruss, Peter          |
| KURZBESCHREIBUNG | deutscher Zellbiologe |
| GEBURTSDATUM     | 28. Juni 1949         |
| GEBURTSORT       | Alsfeld, Mittelhessen |